# Спиро Костов
 Тази статия е за революционера.  За архитектурния историк вижте Спиро Костов (Цариград).  
Спиро Костов, наречен Кирпията, е български революционер, опълченец, участник в Кресненско-Разложкото въстание, деец на БТЦРК, участник в Съединението, Сръбско българската война, Четническата акция и Балканската война.

## Биография
Костов е роден на 28 август 1852 година във Велес, Османската империя, днес Северна Македония. Емигрира в Румъния, където влиза в средите на революционната емиграция. Работи в печатницата на Любен Каравелов. В 1876 година е част от българските доброволци в Сръбско-турската война. При избухването на Руско-турската война в 1877 година е доброволец в Българското опълчение и е зачислен в I дружина. Сражава се на Шипка. Кавалер е на руския орден „Свети Георги“.
В последвалото Берлинския договор Креснеско-разложко въстание Костов е начело на чета. Част е от либералната емиграция от Княжеството в Източна Румелия. Става старши стражар в Голямо Конаре. В 1884 година с помощта на Костов и Владимир Кусев Пере Тошев организира в Станимака революционен комитет за освобождаване на Македония и Одринско. Костов е основен двигател на основаването на БТЦРК на 10 февруари 1885 година. Иван Андонов пише в спомените си за Съединението:
| „ | Движението на духовете по македонския въпрос бе създало едно настроение между българското население в двете Българии, готово да почне сериозна работа. И наистина на 5 февруарий 1885 година се яви при мене македонецът Спиро Костов и ми заяви, че в моето лице и в лицето на Захарий Стоянов той виждал хора, способни да се заловят за революционна борба, благодарение на нашето участие при освобождението ни, която да има за цел освобождението на македонските българи от турско иго. Той покани мене, да се съберем със Захарий Стоянов и като обсъдим това негово предложение, да му отговорим още на другия ден. | “ |

Костов е назначен за екзекутор на всички решения на Пловдивския централен комитет и началник на тайната комитетска полиция. На 18 май 1885 година е арестуван от властите като организатор на честването на Христо Ботев и заради разпространение на възванието на Илия Куртев. След освобождението му взима участие в подготовката и провъзгласяването на Съединението, като начело на 30 голямоконарски въстаници превзема околийското управление в Старо Ново село. На 10 септември е произведен в подпоручик.
В избухналата след Съединението Сръбско-българска война е начело на доброволческа чета, която влиза в Бойковския отряд на поручик Ангел Карауланов. По-късно е ротен командир в отряда на капитан Коста Паница. Между 1881 – 1891 година е командир на Столичната пожарна команда. Заедно с Александър Шумков издава списание „Пожарникар“.
В Четническата акция на Македонския комитет в 1895 година е войвода на чета в отряда „Пирин планина“. При избухването на Балканската война в 1912 година е доброволец в Македоно-одринското опълчение и служи като началник на Огнестрелния парк.
Умира на 19 август 1931 година в София.